# استراشنیتسه
استراشنیتسه (به لاتین: Strašnice) یک منطقهٔ مسکونی در جمهوری چک است که در پراگ ۳ واقع شده‌است. استراشنیتسه ۶٫۱۸ کیلومتر مربع مساحت دارد.